# Joe Hisaishi
Joe Hisaishi (久石 譲, Hisaishi Jō), ursprungligen Mamoru Fujisawa (japanska: 藤澤 守 Fujisawa Mamoru?), född 6 december 1950 i Nagano i Japan, är en japansk kompositör. Han har skrivit musik till över 100 filmer och har fasta engagemang som musikleverantör till Hayao Miyazakis och (tidigare) Takeshi Kitanos filmer.

## Biografi
För sina musikaliska verk har Hisaishi vunnit Japanska filmakademins pris för bästa musik sex gånger. 1992 fick han det för musiken till animefilmerna Nausicaä från Vindarnas dal och Min granne Totoro, 1993, 1994 för sitt jobb med olika sonater och filmerna Haruka, nosutaruji (japanska: はるか、ノスタルジィ, 'Haruka, nostalgi'?) och Mizu no tabibito samurai kids (水の旅人 侍KIDS), 1999 för filmen Hana-bi, 2000 för musiken till filmen Kikujiros sommar (japanska: 菊次郎の夏?) och 2009 för musiken i animen Ponyo på klippan vid havet.

## Diskografi

### Soloalbum
Hisaishi har släppt minst 30 soloalbum.
| Utgivningsdatum   | Titel                                         |
| ----------------- | --------------------------------------------- |
| 21 augusti 1981   | MKWAJU                                        |
| 25 oktober 1982   | INFORMATION                                   |
| 25 juni 1985      | α-BET-CITY                                    |
| 25 september 1986 | CURVED MUSIC                                  |
| 21 juli 1988      | Piano Stories                                 |
| 21 december 1988  | illsion                                       |
| 21 september 1989 | PRETENDER                                     |
| 22 februari 1991  | I am                                          |
| 12 februari 1992  | My Lost City                                  |
| 9 september 2002  | Symphonic Best Selection                      |
| 27 juli 1994      | 地上の楽園                                    |
| 25 januari 1995   | MELODY Blvd.                                  |
| 25 oktober 1996   | PIANO STORIES II                              |
| 15 oktober 1997   | WORKS I                                       |
| 14 oktober 1998   | NOSTALGIA PIANO STORIES III                   |
| 22 september 1999 | WORKS II                                      |
| 17 maj 2000       | Shoot The Violist〜ヴィオリストを撃て〜       |
| 6 mars 2002       | ENCORE                                        |
| 26 juli 2002      | SUPER ORCHESTRA NIGHT 2001                    |
| 29 januari 2003   | CURVED MUSIC II                               |
| 12 mars 2003      | ETUDE                                         |
| 22 oktober 2003   | 2003 LIVE BEST 空想美術館                     |
| 21 januari 2004   | PRIVATE                                       |
| 26 januari 2005   | FREEDOM PIANO STORIES 4                       |
| 27 juli 2005      | WORKS III                                     |
| 26 april 2006     | RAKUEN / MALDIVES                             |
| 4 oktober 2006    | Asian X.T.C.                                  |
| 16 april 2008     | Piano Stories Best ’88-’08                    |
| 18 februari 2009  | Another Piano Stories〜The End of the World〜 |
| 12 augusti 2009   | Minima Rhythm                                 |